# Хапси све! - live
Хапси све! је први концертни албум рок групе Забрањено пушење,  објављен 1998. године у издањима Кроација рекордса и београдског А рекордса.

## Снимање
Све песме су снимљене на два концерта, на првом у Дому спортова у Загребу 10. јула 1997. године, те у Металацу у Сарајеву 25. септембра исте године.

## Списак песама
Референца: Discogs
| №               | Назив                                                          | Албум                                               | Трајање |  |
| 1.              | Балада о Пишоњи и Жуги                                         | Поздрав из земље Сафари, 1987.                      | 6:13    |  |
| 2.              | Лутка са насловне стране                                       | Док чекаш сабах са шејтаном, 1985.                  | 4:05    |  |
| 3.              | Гузоњин син                                                    | Мале приче о великој љубави, 1989.                  | 4:22    |  |
| 4.              | Ко те кара нек' ти пише пјесме                                 |                                                     | 2:34    |  |
| 5.              | Недјеља кад је отишо Хасе                                      | Док чекаш сабах са шејтаном                         | 5:43    |  |
| 6.              | Дан Републике                                                  | Поздрав из земље Сафари                             | 4:52    |  |
| 7.              | На стражи поред Призрена                                       | Мале приче о великој љубави                         | 4:21    |  |
| 8.              | Шеки ис он д роуд агејн (Šeki is on the Road Again)            | Дас ист Валтер, 1984.                               | 4:15    |  |
| 9.              | Пикола сториа ди гранде аморе (Piccola Storia Di Grande Amore) | Мале приче о великој љубави                         | 10:02   |  |
| 10.             | Фикрета (Посљедња оаза)                                        | Поздрав из земље Сафари                             | 4:04    |  |
| 11.             | Ибро дирка                                                     | Док чекаш сабах са шејтаном                         | 8:04    |  |
| 12.             | Зеница блуз                                                    | Дас ист Валтер                                      | 2:15    |  |
| 13.             | Халид умјесто Халида                                           | Филџан вишка, 1997.                                 | 5:10    |  |
| 14.             | Тако ти је, мала моја, кад љуби Босанац                        | Шта би дао да си на мом мјесту, Бијело дугме, 1975. | 7:45    |  |
| Укупно трајање: | Укупно трајање:                                                | Укупно трајање:                                     | 73:45   |  |

## Извођачи и сарадници
Пренето са омота албума.
| Забрањено пушење - Марин Градац – вокал, тромбон, пратећи вокал - Давор Сучић – први вокал, гитара, пратећи вокал - Мирко Срдић – рецитовање, пратећи вокал - Предраг Бобић – бас-гитара, пратећи вокал - Зоран Стојановић – електрична гитара - Неџад Поџић – клавијатуре, пратећи вокал - Бранко Трајков – бубњеви - Бруно Урлић – виолина, пратећи вокал (Гудачки квартет "Влахов") Гостујући музичари - Жана Марендић – вокали (песма бр. 9) - Драго Локас – усна хармоника - Маријан Јакић – саксофон - Љубица Келћец – вокали (Вокални дуо "Грлице") - Кристина Билуш – вокали (Вокални дуо "Грлице") - Роберт Болдижар – виолина (Гудачки квартет "Влахов") - Нина Сучић – виола (Гудачки квартет "Влахов") - Јосип Петрач – виолончело (Гудачки квартет "Влахов") - Миховил Каруза – виолончело (Гудачки квартет "Влахов") | Продукција - Давор Сучић – продукција - Злаја Хаџић "Џеф" – продукција, миксање (Рент-А-Кау Студио у Амстердаму, Холандија) - Ален Вард – мастеринг (Електрик Сити у Бриселу, Белгија) - Амир Бахтијаревић – извршна продукција - Денис Мујаџић "Деникен" – снимање - Ђани Перван – снимање Техничка екипа - Дарио Витез – водитељ турнеје - Небојша Стаменковић – осветљење, озвучење - Жељко Радочај – осветљење, озвучење Дизајн - Дарио Витез – дизајн - Давор Сучић – дизајн - Ивица Пропадало – ликовни уредник - Харис Мемија – фотографија |